# Paradoxo das amizades
O paradoxo das amizades é o fenômeno observado pela primeira vez pelo sociólogo Scott L. Feld em 1991 que a maioria das pessoas têm menos amigos do que os seus amigos têm, em média. Pode ser explicado como uma forma de amostra polarizada na qual as pessoas com maior número de amigos têm uma maior probabilidade de serem observadas entre os próprios amigos. Em contradição com isso, a maioria das pessoas acredita que eles têm mais amigos do que os seus amigos têm.